# 林田 (津山市)
林田（はいだ）は、岡山県津山市にある地名。郵便番号は708-0822。

## 地理
西境は宮川が流れ地内を後川が流れ宮川に合流する。東津山地区に分けられる場合と単独で林田地区として、残りの東津山地区と別扱いされる場合がある。
西南には上之町があり、上之町の西南には林田町が位置するため紛らわしい。また、林田町は旧・東南条郡津山東町（津山町との合併時に郡も合併して苫田郡となる。）、林田は旧・苫田郡津山東町（旧・東南条郡林田村、前者が津山町と合併したのより後に町制・改称）であり、現在前者は城東地区（津山城、城下町の東）、後者は、東津山地区（東の津山）と言い、紛らわしく複雑な関係にある。

### 河川
- 宮川
- 後川

## 歴史

### 沿革
- 1889年6月1日 - 町村制施行により、東南条郡林田村が同郡川崎村、野介代村と合併、林田村となり、元の林田村は大字林田となる。
- 1900年4月1日 - 東南条郡が東北条郡、西西条郡、西北条郡と合併し、苫田郡となる。
- 1923年4月1日 - 苫田郡林田村が町制・改称、津山東町となる。
- 1929年2月11日 - 苫田郡津山東町が同郡津山町、院庄村、西苫田村、二宮村、久米郡福岡村と合併・市制により、津山市となる。

## 世帯数と人口
2021年（令和3年）1月1日現在の世帯数と人口は以下の通りである。
| 町丁 | 世帯数    | 人口    |
| ---- | --------- | ------- |
| 林田 | 1,169世帯 | 2,446人 |

## 小・中学校の学区
市立小・中学校に通う場合、学区は以下の通りとなる。
| 番地                                                                                               | 小学校             | 中学校             |
| -------------------------------------------------------------------------------------------------- | ------------------ | ------------------ |
| 林田宮川町                                                                                         | 津山市立東小学校   | 津山市立中道中学校 |
| 林田山根・住吉町・林田上の上組                                                                     | 津山市立林田小学校 | 津山市立中道中学校 |
| 林田上の中組・下組・県営津山団地・林田雇用促進住宅・林田北町・林田旭ケ丘・林田南町・林田さつきケ丘 | 津山市立鶴山小学校 | 津山市立中道中学校 |

## 交通

### 道路
- 岡山県道394号大篠津山停車場線

## 施設
- 岡山県立津山東高等学校
- 津山警察署
- 津山圏域消防組合消防本部
- 津山信用金庫林田支店
- RSK山陽放送津山放送局
- ラ・ムー津山店
- かっぱ寿司津山店
- コープ林田店
- しまむら林田店
- マルイ志戸部店
- ザグザグ志戸部店
- JA晴れの国岡山津山支店

住所上は林田にもかかわらず、一部境界付近で、隣接する志戸部を名乗る店が複数存在する。